# Wustrow (Wendland)
Wustrow (Wendland) (poł. Wôstrüw) – miasto położone w niemieckim kraju związkowym Dolna Saksonia w powiecie Lüchow-Dannenberg. Należy do gminy zbiorowej (niem. Samtgemeinde) Lüchow (Wendland).

## Położenie geograficzne
Wustrow (Wendland) leży w południowej części powiatu Lüchow-Dannenberg. Przez miasto płynie rzeka Jeetzel, lewy dopływ Łaby. Do Jeetzel uchodzi tu od zachodu mała rzeka Wustrower Dumme.

## Podział miasta
Miasto Wustrow (Wendland) składa się z wielu dzielnic. Były to przed reformą obszarów gminnych w 1972 samodzielne miejscowości: Blütlingen, Dolgow, Ganse, Güstriz, Klennow, Königshorst, Lensian, Neritz, Schreyahn, Teplingen i Wustrow.

## Historia
Wustrow (Wendland) było po raz pierwszy wzmiankowane w 1377 już jako miasto. Założenie grodu Wustrow nastąpiło ok. 1217 przez Tidericusa (wzgl. Thiedherda) von Wustrow w miejscu, gdzie Wustrower Dumme wpada do Jeetzel. Tereny, na których leży miasto, zasiedlało plemię Drzewian należące do Słowian połabskich. Również nazwa miejscowości jest słowiańska i oznaczała wyspę (jeszcze w języku staropolskim ostrów było określeniem wyspy). 
Niektóre wiejskie części miasta mają charakterystyczny kształt okolnic, co jest wskazówką, że pierwszymi mieszkańcami byli tu Drzewianie. Jeszcze nawet w XVIII wieku mówiono tu po drzewiańsku, a tutejszy pastor Christian Henning von Jessen wydał pierwszą książkę o tym języku w 1705.

## Transport
Wustrow (Wendland) leży w pobliżu drogi krajowej B248 pomiędzy Salzwedel a Lüchow (Wendland).